# Дифенилацетилен
Дифенилацетилен (толан) — органическое соединение, углеводород класса алкинов и аренов с химической формулой C14H10, изомерен фенантрену.

## Физические свойства
Бесцветные кристаллы, растворимые в диэтиловом эфире и горячем этаноле. Длина связи С≡С равна 0,119 нм, а связи C6H5–C равна 0,140 нм.

## Химические свойства
- Дифенилацетилен окисляется хромовым ангидридом в бензойную кислоту:

- Дифениацетилен гидрируется до цис-стильбена или дибензила. Частичное восстановление тройной связи наблюдается уже при УФ облучении в растворе метанола.

- Горячей разбавленной серной кислотой гидратируется в бензилфенилкетон:

- Дифенилацетилен присоединяет галогены, галогеноводороды, нитрозилхлорид, дифенилфосфид лития (в присутствии аминов), карбены, диметилсилилен, иодид германия (II) (аддукты часто перегруппировываются в пяти- и шестичленные циклы) и др., вступает в реакцию Дильса-Альдера.
- При действии на Дифенилацетилен сульфида натрия Na2S или тиоацетата натрия CH3COSNa, а также тиомочевины (NH2)2CS в системе KOH-ДМСО-H2O образуется тетрафенилдивинилсульфид, который при нагревании на воздухе количественно окисляется в тетрафенилтиофен:

где X - сульфид натрия, тиоацетат натрия, тиомочевина (см. реакцию)

- Дифенилацетилен вступает в фотохимическое 1,2 циклоприсоединение с бензохинонами.
- При взаимодействии с литием образуется 1,4-дилитийтетрафенил-1,3-бутадиен, используемый для синтеза гетероциклов:

- При взаимодействии с тетрахлоридом селена SeCl4 - 2-фенил-3-хлорбензоселенофен:

- Из дифенилацетилена и тетрахлорида титана TiCl4 (в присутствии циклопентадиенилнатрия) или трифенилалюминия (С6H5)3Al (при 200°С) получают титан- и алюминийсодержащие соединения:

## Синтез
Синтезируют дифенилацетилен в лаборатории дегидрогалогенированием 1-галоген-1,2-дифенилэтиленов, 1,2-дигалоген-1,2-дифенилэтанов или 1-галоген-2,2-дифенилэтанов (с миграцией фенильного радикала; перегруппировка Фрича-Буттенберга-Виххеля), а также окислением дигидразона бензила желтым оксидом ртути HgO.